# ولتی ۳۱۲۶۸
سیارک ۳۱۲۶۸ (به انگلیسی: 31268 Welty، نامگذاری:1998FA) سی و یک هزار و دویست و شصت و هشتمین سیارک کشف شده‌است که در ۱۶ مارس ۱۹۹۸ کشف شد.